# Спитигнев II (Бохемия)
Спитигнев II (1031 – 28 януари 1061) e херцог на Бохемия от март 1055 до смъртта си през 1061.

## Живот
Той е най-възрастният син на Бретислав I.
Започва управлението си с изпяване на хорала Господи, помилуй. След постигане на успех на престола, той отива веднага в Регенсбург, където получава императорско потвърждение. Тази лоялност към Свещената Римска империя не му попречила да изгони всички германци от земите си. Новата антигерманска политика продължава до смъртта му.